# Santa Cruz de Tenerife
Santa Cruz de Tenerife er en by og kommune i det sydvestlige Spanien på øen Tenerife i provinsen Santa Cruz de Tenerife, De Kanariske Øer. Den har et indbyggertal på 211.359 (2024) indbyggere.
Det er hovedstaden i provinsen Santa Cruz de Tenerife og hovedstad i den autonome region, som øgruppen udgør.
Fra havnen eksporteres der landbrugsprodukter fra øerne, for eksempel grøntsager, tobak og bananer. Der blev i slutningen af 1930 åbnet olieraffinaderi, som sammen med anden industri blev etableret for at udvide det økonomiske grundlag i området. Byen er vært for ét af de største karnevaler i verden, Karneval de Santa Cruz de Tenerife.

## Kultur
Santa Cruz rummer flere museer som f.eks. Museo de la Naturaleza y el Hombre (naturhistorisk). Desuden findes i byen Teatro Guimerá, der er det ældste teater på De Kanariske Øer.
Auditorio de Tenerife, ligeledes beliggende på havnen, er efter dets åbning i 2003 blevet et arkitektonisk symbol på både byen, øen og øgruppen.